# 典礼聖歌
『典礼聖歌』（てんれいせいか）とは、日本におけるカトリック教会のミサ等の諸典礼で、標準的に使用される日本語の聖歌集である。そのほとんどを、自身もカトリック信徒である作曲家の髙田三郎が作曲し、日本独自の聖歌を作り上げるべくライフワークとして取り組んだ。

## 概要
第二バチカン公会議で示された典礼改革により、それまでラテン語で行われていたミサが国語化されることとなった。これを受けて日本のカトリック教会でも1960年代にミサの使用言語がラテン語から日本語に変えられ、当初は使徒書朗読後に歌われていた昇階唱に代わる答唱詩編として公開された。
それ以前は、各司教区ごとに発行されていたグレゴリオ聖歌集を統合する目的で刊行された『公教典礼聖歌集』、そしてその簡略版である『公教聖歌集』（のちに『カトリック聖歌集』と改称）が広く用いられていたが、1960年代までになされたミサの国語化に伴い、昇階唱に代わる答唱詩編の整備が急務とされた。典礼改革により、昇階唱では詩編の1節のみだったのに対し、答唱詩編では複数節にまたがって歌われるようになった。答唱詩編は『典礼用詩編書』からとられた詩編の数節にリフレインを交えて歌う独自の形式を取っている。
『答唱詩編集』は分冊で発刊されたが、最終的には『典礼聖歌』として一冊の本になった。現在ではミサ曲、教会の祈り（新しい聖務日課）、季節の讃歌、一般讃歌、アレルヤ唱、（四旬節）詠唱も収録され、日本語ミサ聖祭の全てをフォローするものになっている。典礼聖歌では、ラテン語歌詞はすべて排除されているが、聖金曜日の典礼用に一部ギリシャ語を含む聖歌がある。

## 楽曲
- ミサ賛歌「やまとのささげうた」（1962年 - 1963年）
第二バチカン公会議を受けて日本で聖歌の改訂が始まったとき、エリザベト音楽大学のゴーゼンス神父の「日本的な旋律によるミサ曲を」という提案を受けて作曲された。旋律はさまざまな経文をモチーフに作られており、あわれみの賛歌は「香偈」「来迎和讃」、栄光の賛歌は「詠歌」、信仰宣言は「引声阿弥陀経」、感謝の賛歌は「三宝和讃」、平和の賛歌は特にどれというのはないが同じ源から出ている。
カトリック聖歌集と典礼聖歌集の両方に収録されている。後から出版された典礼聖歌集では「父」に相当する部分の旋律が標準語のアクセントに近くなるよう改訂された。
- ミサ賛歌I（1969年、信仰宣言1970年、栄光の賛歌1975年）
会衆が誰でも参加できるミサ曲を日本語で作ろうという意図に基づいて作曲された。日本の伝統音楽の旋法とグレゴリオ聖歌の教会旋法を融合して作曲された、自由リズムによるミサ曲である。
- 歌ミサの式次第
「ミサ賛歌I」と同じ考えで作曲されており、対話句などがすべて歌えるようになっている。
- 「父は、いる」「イエズス・キリストへ」「呼ばれています」
最初の三部作。作詞は高野喜久雄。
- 「神はキリストのうちに」「おお神の富」「愛の賛歌」「神の前に貧しい人は」「来なさい重荷を負うもの」
聖書賛歌として作曲されたもの
- 「行け地の果てまで」「ひとつになろう」「キリストのように父を仰ぎ」「神は愛」「すべてのものの中に」「週の初め（礼拝からの派遣）」「救いの道を（教会はひとつ）」「聖なる時・聖なる所」「友よ聞こう」
礼拝集会とキリスト者の生活のために作曲されたもの
- 「ちいさなひとびとの」「キリストのように考え」「仕えられるためではなく」「わたしは門のそとに立ち」
説教を聞いて作曲したもの
- 「羊かいがいて」「主は与え」「アッシジの聖フランシスコによる平和の祈り」
髙田自身が作詞・作曲を行った聖歌。
- 「ダビドの子」「十字架賛歌（クルーチェム・トゥアム）」「とがめの交唱（インプロペリウム）」「ハギオス・ホ・テオス」「十字架賛歌（クルクス・フィデーリス）」など。
聖週間の典礼用。
- 「復活賛歌」（1972年）
復活徹夜祭で歌われる。
- 「復活の続唱」（1971年）
復活の主日と復活の八日間に歌われる続唱。
- 「聖霊の続唱」（1971年）
聖霊降臨の主日に歌われる続唱。
- 詩編の歌「神の名は」「神よあなたのことばは」など100曲以上。
3年周期になっている主日ミサの答唱詩編で歌われる詩編の歌は、すべて髙田の手によるものである。グレゴリオ聖歌の詩編唱を基盤として、ソレム方式による2・3拍の自由リズムで作られたが、完成したものは髙田独自のものであり、他の典礼聖歌の作曲者にも多大な影響を与えている。
- 各季節のアレルヤ唱・詠唱、多数あり。すべての主日・週日ミサに必要なものが揃っている。
- 教会の祈り「初めの祈り」「賛美の賛歌」（テ・デウム）など。
かつて聖務日課と呼ばれたもの。教会の祈りで唱えられるすべてのことばや詩編の旋律を作曲している。
- 福音の歌「わたしは神をあがめ」「神をほめたたえよ」など。
- 「主の祈り」
文語版・口語版がある。
- 聖母賛歌
  - 「しあわせなかたマリア」（アヴェ・マリア）
  - 「救い主を育てた母」（アルマ・レデンプトリス・マーテル）
  - 「天の元后、天の女王」（アヴェ・レジーナ・チェロールム）
  - 「元后あわれみの母」（サルヴェ・レジナ）
  - 「天の元后、喜びたまえ」（レジーナ・チェリ）
  - 「母は立つ」（スターバト・マーテル）

## 書誌情報
一般用『典礼聖歌』の書誌情報は以下の通り。
- 典礼司教委員会/典礼聖歌編集部編者 編
- 出版社：あかし書房
- B6横判、527ページ
- ISBN 978-4-87013-779-0